# Ervín z Neippergu
Ervín František hrabě z Neippergu (německy Erwin Franz Ludwig Bernhard Graf und Herr von Neipperg) (6. dubna 1813 Schwaigern – 2. března 1897 Schwaigern) byl německý šlechtic a rakousko-uherský generál. V rakouské armádě sloužil od roku 1830 a zúčastnil se několika válečných tažení. V roce 1870 dosáhl hodnosti generála jezdectva a byl zemským velitelem ve východní Haliči (1869–1878). Svou kariéru završil v čestné funkci velitele jedné z císařských gard (1878–1897). Byl rytířem Řádu zlatého rouna a členem rakouské Panské sněmovny. Svými dvěma sňatky se spříznil s českými rody Valdštejnů a Lobkowiczů.

## Životopis
Pocházel ze staré šlechtické rodiny Neippergů, narodil se na zámku Schwaigern jako čtvrtý syn hraběte Adama Alberta z Neippergu (1775–1829), generála a diplomata napoleonských válek, matkou byla italská šlechtična hraběnka Teresa Pola (1778–1815). Po jejím úmrtí se Adam podruhé oženil s arcivévodkyní Marií Luisou (1791–1847), bývalou manželkou císaře Napoleona. Ervín studoval na Technické vojenské akademii ve Vídni (1825–1830) a v roce 1830 vstoupil jako poručík do rakouské armády. Vzhledem ke svému původu rychle postupoval v hodnostech, již v osmnácti letech byl nadporučíkem (1831) a v roce 1836 získal hodnost rytmistra. Aktivní službu začínal u 2. švališérského pluku v Uhrách, později strávil několik let v Parmě, kde sídlila jeho nevlastní matka Marie Luisa. V roce 1847 byl povýšen na majora a během revoluce v roce 1848 byl velitelem rakouské posádky v Parmě. Bojoval v bitvě u Custozzy, poté byl převelen do Uher, kde se zúčastnil bojů proti maďarským povstalcům. Postupoval v hodnostech (podplukovník 1849, plukovník 1850) a poté byl velitelem 2. dragounského pluku.

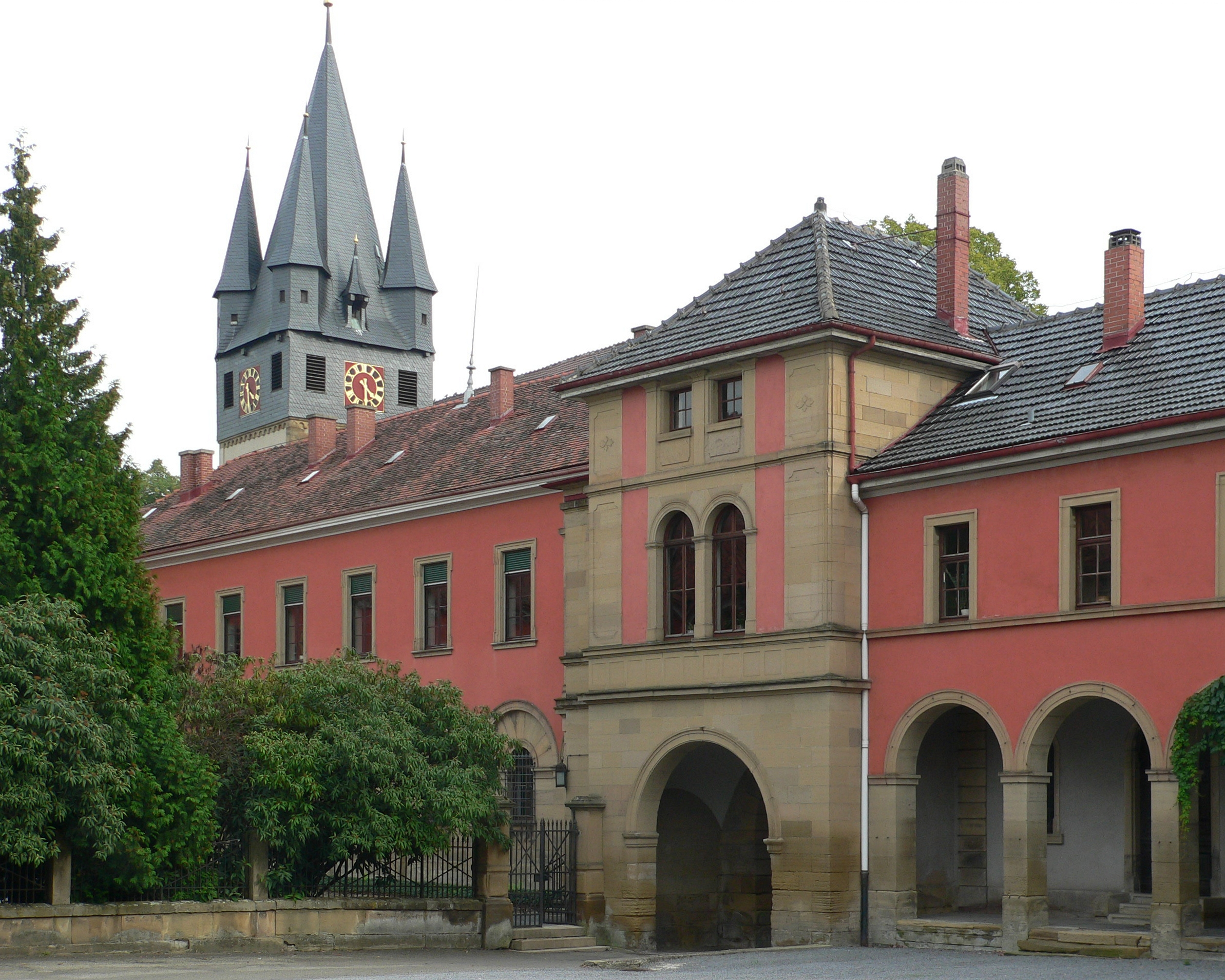
Zámek Schwaigern (Bádensko-Württembersko), hlavní rodové sídlo

V roce 1854 dosáhl hodnosti generálmajora a jako velitel brigády sloužil v Uhrách, respektive v Banátu. Po druhém sňatku v roce 1856 dočasně armádu opustil a žil na statcích rodiny své manželky v Čechách. Po návratu do armády byl zástupcem velitele 6. armádního sboru v Itálii. Ve válce se Sardinií (1859) byl přidělen k 1. armádnímu sboru, ale do bojů fakticky nezasáhl. V roce 1863 byl povýšen na polního podmaršála, v prusko-dánské válce byl zástupcem velitele 6. armádního sboru a účastníkem invaze do Jutska. V letech 1864–1866 byl velitelem spolkové pevnosti v Mohuči. Za prusko-rakouské války v roce 1866 převzal velení 4. divize 8. armádního sboru a byl poražen pruskou armádou v bitvě u Aschaffenburgu. Po válce byl divizním velitelem v Prešpurku a v roce 1869 provizorně vrchním velitelem ve Vídni. V letech 1869–1878 zastával funkci vrchního velitele pro východní Halič a Bukovinu se sídlem ve Lvově. V roce 1870 dosáhl hodnosti generála jezdectva. Nakonec odešel do Vídně a v letech 1878–1897 zastával čestný post velitele jedné z císařských gard (Capitän der k.u.k. Trabanten-Leibgarde), z titulu této funkce byl také velitelem stráže v Hofburgu.
Po smrti nejstaršího bratra Alfreda (1807–1865) převzal správu rodového majetku ve Württembersku (další dva starší bratři zemřeli bezdětní již dříve). K majetku patřily rozsáhlé pozemky se zříceninou starobylého hradu Neipperg. Hlavním sídlem byl zámek Schwaigern, který během 19. století prošel nákladnou novogotickou přestavbou. Zde Ervín Neipperg zemřel v březnu 1897 a je pohřben na rodovém pohřebišti v nedalekém Massenbachhausenu.

## Tituly a ocenění
Jako potomek staré říšské šlechty patřil k mediatizovaným rodům, kterým byl v roce 1829 přiznán nárok na oslovení Osvícenost. V roce 1837 byl jmenován c. k. komořím a v roce 1869 byl získal titul c. k. tajného rady. Od roku 1865 byl čestným majitelem 12. dragounského pluku. V roce 1879 byl jmenován doživotním členem rakouské Panské sněmovny, díky majetku v Německu byl také dědičným členem horní komory zemského sněmu Württemberského království (1865). Byl čestným rytířem Německého řádu a Maltézského řádu. V roce 1873 získal prestižní Řád zlatého rouna, kromě toho byl nositelem řady dalších vyznamenání v Rakousku-Uhersku i v zahraničí.

### Rakousko-Uhersko
- Vojenský záslužný kříž s válečnou dekorací (1849)
- Řád železné koruny III. třídy s válečnou dekorací (1850)
- komandér Leopoldova řádu s válečnou dekorací (1866)
- Řád železné koruny I. třídy (1873)
- velkokříž Leopoldova řádu (1876)
- velkokříž Řádu sv. Štěpána (1890)

### Zahraničí
- rytířský kříž Řádu svatého Alexandra Něvského (Rusko)
- Řád svaté Anny III. třídy (Rusko)
- Řád červené orlice I. třídy (Prusko)
- Řád koruny (Prusko)
- Řád Leopolda (Belgie)
- velkokříž Řádu württemberské koruny (Württembersko)
- Řád sv. Michaela (Bavorsko)
- Řád routové koruny (Sasko)
- Řád bílého sokola (Sasko)
- Nasavský domácí řád zlatého lva (Nizozemsko)
- Řád Adolfa Nasavského (Lucembursko)
- Řád rumunské hvězdy (Rumunsko)
- Konstantinův řád sv. Jiří (Parma)

## Rodina

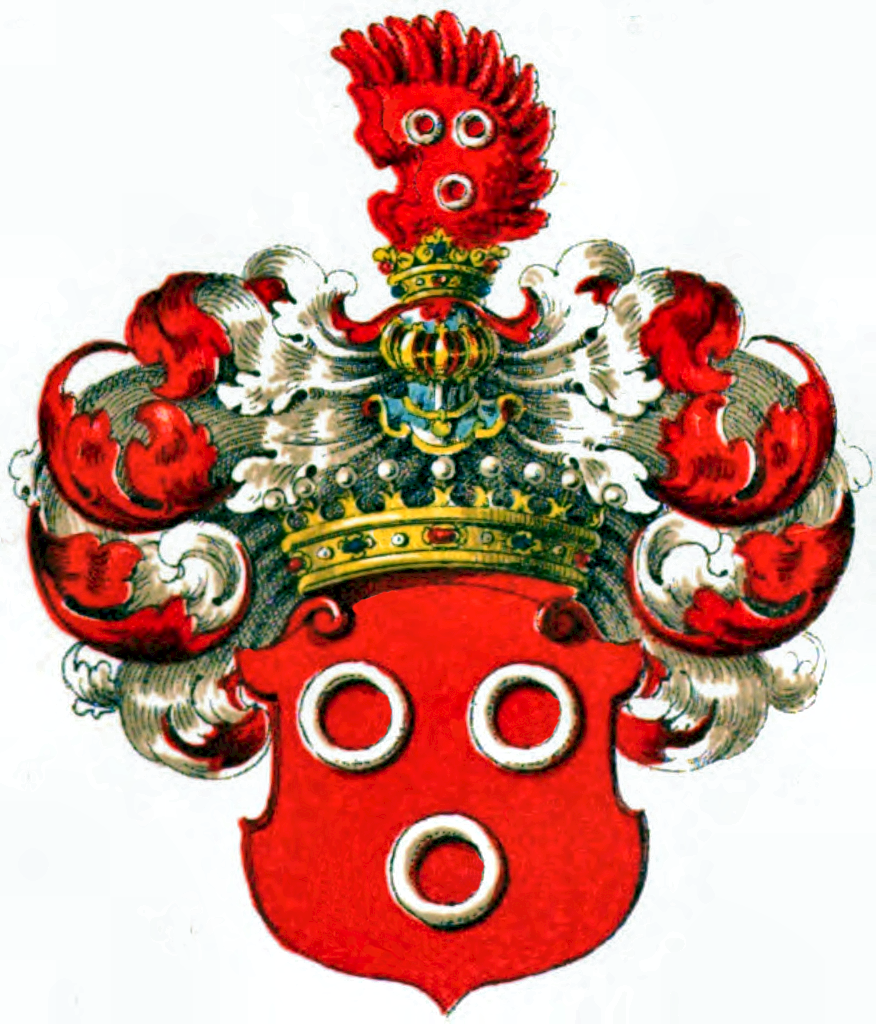
Erb rodu Neippergů

Byl dvakrát ženatý. Poprvé se oženil ve Vídni v roce 1845 s hraběnkou Henriettou Valdštejnovou (1823–1845), dcerou Antonína z Valdštejna. Henrietta však zemřela již tři měsíce po svatbě. Ervín se podruhé oženil v Praze v roce 1852 s princeznou Rosou Lobkovicovou (1832–1905), dcerou knížete Augusta Longina z Lobkovic z mělnické rodové sekundogenitury. Rosa byla později c. k. palácovou dámou a dámou Řádu hvězdového kříže. Z druhého manželství se narodily tři děti.
- 1. Reinhard (1856–1919), poslanec německého říšského sněmu, dědičný člen horní komory württemberského zemského sněmu, ∞ 1880 hraběnka Gabriela z Valdštejna (1857–1948)
- 2. Anna Berta (1857–1932), c. k. palácová dáma, dáma Řádu hvězdového kříže, ∞ 1884 kníže Ferdinand Zdeněk z Lobkowicz (1858–1938), c. k. tajný rada, komoří, dědičný člen Panské sněmovny, poslanec českého zemského sněmu, rytíř Řádu zlatého rouna
- 3. Hedvika (1859–1916), dáma Řádu hvězdového kříže, ∞ 1881 hrabě František Xaver von Königsegg-Aulendorf (1858–1927)

Díky svému manželství s Rosou Lobkovicovou měl příbuzenské vazby na několik významných osobností, jeho švagry byli kníže Jiří Kristián z Lobkowicz (1835–1908), kníže Alfred II. Windischgrätz (1819–1876) nebo hrabě Mořic Esterházy (1807–1890).
Ervínův mladší nevlastní bratr Vilém Albrecht (1819–1895) sloužil také v rakouské armádě a dosáhl hodnosti generála jezdectva. Namísto původního rodového jména Neipperg přijal jeho italskou variantu Montenuovo a jako syn arcivévodkyně Marie Luisy získal titul knížete. V další generaci vynikl kníže Alfred Montenuovo (1854–1927), dlouholetý nejvyšší hofmistr císaře Františka Josefa I.